# Monteferro
Monteferro es una península situada en la parroquia de Panxón, municipio de Nigrán (Galicia, España).

## Descripción
Prácticamente la totalidad de su superficie es forestal. Desde su cima, a 147 metros, se contempla el paisaje del interior del municipio, el litoral, desde playa América hasta playa de Patos, así como Baiona y las islas Estelas.

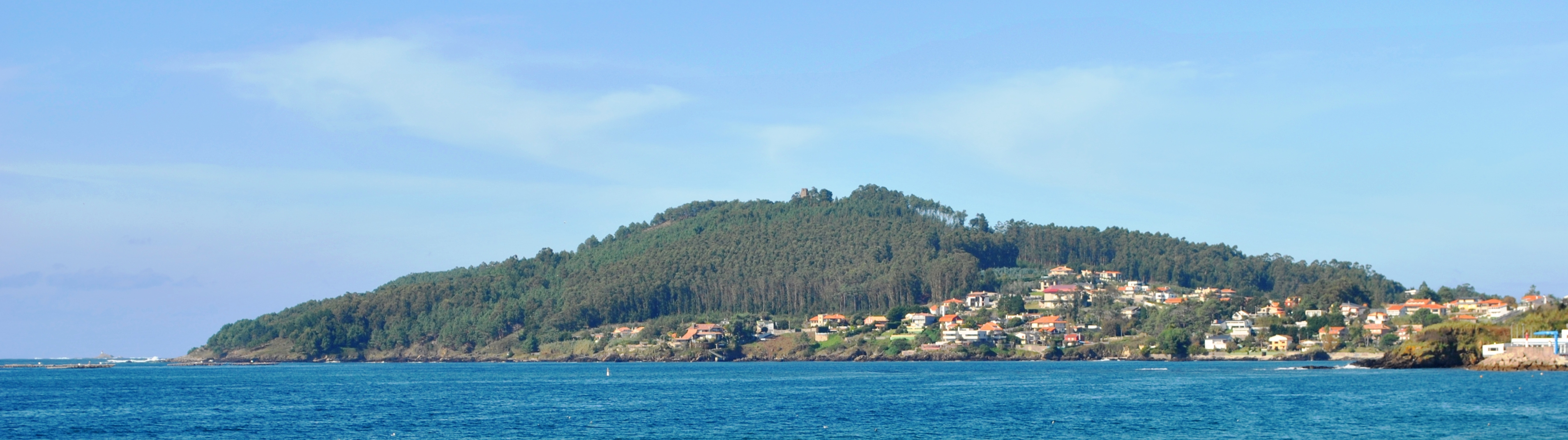
Península de Monteferro.

Monteferro destaca por su rico patrimonio histórico: en 1993 se descubrió, en la ladera noroeste del monte, un yacimiento arqueológico de restos romanos con paredes de pizarra, un sistema de canalización de aguas y numerosas piezas de cerámica.  
También en la ladera noroeste se encuentran los restos de una base militar abandonada, la Batería J-3.
En la cima se encuentra el Monumento a la Marina Universal, erigido en 1913 por suscripción popular.
A lo largo del camino que discurre hacia el lado norte del acceso al faro se encuentra un muro usado para la escalada.
- Datos: Q12393523
- Multimedia: O Monteferro, Panxón, Nigrán / Q12393523